# Savas Dimopoulos
Savas Dimopoulos (Istanbul, 1952) è un fisico delle particelle greco.

## Biografia
Nato a Istanbul, si è trasferito ad Atene a causa delle tensioni etniche tra gli anni cinquanta e anni sessanta per la questione cipriota.
Ha conseguito il dottorato all'Università di Chicago con Yōichirō Nambu nel 1979.
Ha lavorato per un periodo al CERN.
È conosciuto soprattutto per le sue teorie sulle dimensioni addizionali in collaborazione con Nima Arkani-Hamed e Gia Dvali.
Ha preso parte, nel 2013, al film documentario Particle Fever, il quale narra gli esperimenti eseguiti al CERN con il Large Hadron Collider.